# 漢斯-約阿希·馬西里
汉斯·约阿希·马尔塞（德語：Hans-Joachim Marseille，1919年12月13日—1942年9月30日），全名漢斯-約阿希·懷特·魯道夫·齊格菲·馬爾塞（德語：Hans-Joachim "Jochen" Walter Rudolf Siegfried Marseille），是第二次世界大战时期德国空军的一位王牌飞行员，常被称为非洲之星（Stern von Afrika）。马尔塞一共参加了382次任务，击落了158架敌机，其中的一百五十一架均在北非战场中获得。大部分的二戰德國空戰英雄主要的擊落紀錄大多來自東線蘇聯，他的全部戰績都是英美的西方國，因此他也是德国空军中击落西方飞机最多的驾驶员，同时也荣获了钻石橡叶带剑铁十字勋章。
马尔塞利用了他杰出的观察能力，操控和高角度偏差射击战术使他的攻击常常拥有非常大的杀伤率，在良好的环境下他的每次攻击都能够击伤或击落敌机，令他成为空战历史上最杰出的偏差射击飞行员之一。他也曾创造了在十分钟内击落8架敌机，一天里击落17架敌机，一个月击落54架敌机等记录。据有些学者的计算，他击落一架飞机平均只须15发子弹。马尔塞所属的第27戰鬥機聯隊（Jagdgeschwader 27）的第一大队（I./JG 27）所取得的588架战绩裡，马尔塞占了151架，达到了26%。

## 出生
1919年12月13日，汉斯·约阿希·马尔塞出生于政治动乱的柏林，他生下來時差點死於一場世界性流感，身體極為瘦弱，直到3歲才學會走路。他的父亲齊格菲·马尔塞（Siegfried Marseille）作为德国陆军的上尉参加了第一次世界大战，并且在1920年3月27日加入了柏林当地的警察署工作。马尔塞（Marseille）家起初是自15世纪弗朗索瓦一世与亨利二世的统治下就开始受到迫害的法兰西王国加尔文新教归正宗胡格诺派难民。1685年10月18日，路易十四颁布的《枫丹白露敕令》剥夺了这些胡格诺派剩下的所有权力，包括马尔塞家在内的不少难民逃到了在勃兰登堡选帝侯腓特烈·威廉刚刚颁布了《波茨坦敕令》（Edikt von Potsdam）下的普鲁士，而一部份逃到了柏林的胡格诺派则加入了普鲁士的军官阶层。在约亨（他的小名）出生前的一小时，房子裡的多样器皿包括了镜子和碟盘意外的掉碎在了地上，他的母亲夏洛特（Charlotte）觉得这也是‘好运’的象征。

### 少年时代
马尔塞的母亲夏洛特在他出生后不久就和他的父亲离了婚使得约亨一度在学校里戴着后父路透（Reuter）的姓，令他難以接受，在成年後，他恢復了自己原來的姓氏。十岁时马尔塞进入了位于柏林舍嫩贝格区的亨利希王子高级中学（Prinz Heinrich Gymnasium）。父母的離異並沒有給馬爾塞有過什麼痛苦的童年回憶，他是一個非常無憂無慮的孩子，自小就十分調皮搗蛋，從他10歲入學起，他就一直是學校裡的焦點人物。每天，總會有個個子矮小，體質瘦弱的惡作劇王帶著一群孩子在學校里折騰大家，他曾是一个为了得到别人注意不停制造问题的学生，不过在经历了一次教授对他的严厉训示后变得相对的沉稳了下来。1937年4月，刚刚十七岁半的马尔塞获得了自己的毕业证书，并且考虑了加入早已仰慕已久的空军。1938年的春夏，在正式加入德国空军接受飞行训练前的马尔塞在德国北部度过了一段工地义务劳动期。

## 进入空军
1938年11月7日，在完成了基本军队训练的马尔塞加入了德国空军位于第5战斗机学校（Jagdfliegerschule 5）的飞行课程。1939年夏天，马尔塞被调转到了位于菲尔斯滕费尔德布鲁克基地的空战学校（Luftkriegsschule），而因为他多次的出格飞行行为差点被学校开除。一次，他因为内急在飞过了一条无人的高速公路后把自己的飞机降落在了公路上，当他再次准备起飞时，由于螺旋桨所形成的气流吹散了几个前来围观和帮忙的当地农民的农作物。1940年夏，他被派属到了位于萨勒县的洛伊纳保护I.G.法本公司的炼油工厂。

### 不列颠之战
1940年8月10日，马尔塞被调转到了第2教导联队（I./Lehrgeschwader 2）裡的第一大队正式开始在英吉利海峡周围服役。在不列颠之战时期，马尔塞在参加的第一次任务中遇到了一架皇家空军的霍克飓风，在缠斗了将近四分钟后马尔塞击落了他的第一架敌机。在正式加入战斗后的第五天，他击落了自己的第四个战果，正式被授予了一级铁十字勋章。虽然在不列颠之战中马尔塞体现了出了优秀的技术和勇气，但是他经常性的冲动行为常常导致自己的座机被占有数目优势的敌机击伤，他的长官几度延缓了他的晋级。一次当马尔塞在格里斯·内兹（Cap Gris Nez）海角周围迫降后，已经为他处理过三次伤口的医护人员对他说下次再掉到海里前请先给我打个电话吧。同时，由于马尔塞在队中出色的飞行技术，一次当一位空军高官准备来视察时，部队的指挥官准许他为前来的贵宾表演一次特技。然而，马尔塞在这次表演中再次违背了规定，把飞机拉到了离地将近一米左右（部队裡的规定是不准把飞机飞到离地五米以下的高度），事后他被禁飞了五天时间。作为当时他的联队指挥官，约翰内斯·施坦因霍夫曾写到马尔塞人长的很英俊，也是个相当有天赋的驾驶员，但是他很不可靠。他不管在哪里都有女朋友，在她们身上所花的时间常常导致了自己没有力气再开飞机，施坦因霍夫并且加到他对于自己职责的经常性疏忽是我把他送走的主要原因，不过他的性格确实很迷人。1940年12月24日，马尔塞被调到了第52战斗机联队的第四中队（4./JG 52）。

## 北非战场

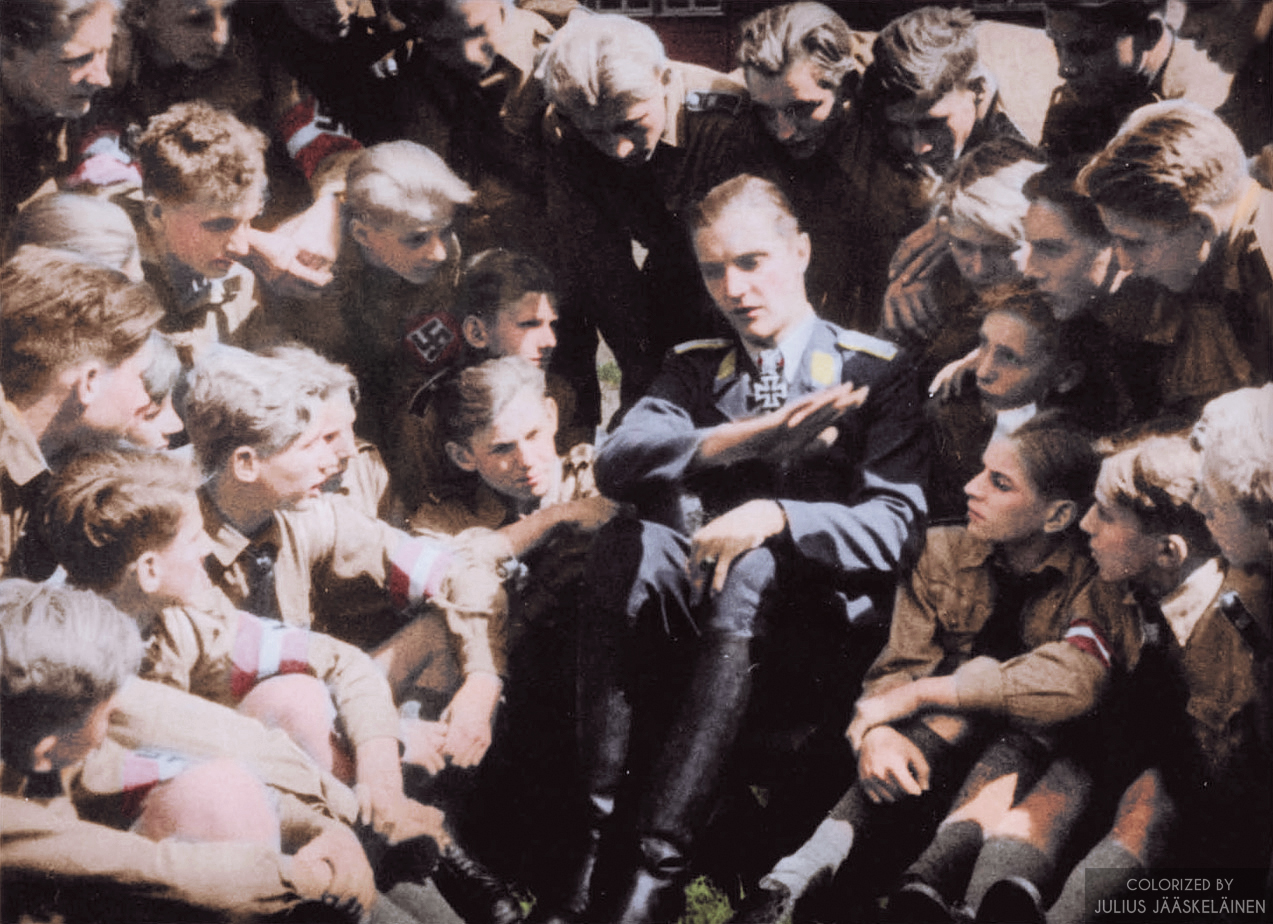
約阿希·馬西里給希特勒青年團成員講述自己的戰鬥經歷

1941年2月21日，他重新被调到了驻扎在多贝利兹（Doeberitz）的第27战斗机联队。2月26日，第27战斗机联队的第一大队（I./JG 27）的大部份单位到达了那不勒斯的港口，从这里大部份的装备和相关人员在3月20日左右通过了运输船被送到了的黎波里，随即则来到了位于加查拉的基地。然而，马尔塞所属的第3中队（3./JG 27）在指挥官格尔哈德·贺穆斯（Gerhard Homuth）的带领下在西西里稍作了休整，在飞过了地中海后来到了在意大利皇家空军管制下的卡斯特尔·贝尼多（Castel Benito）机场。然而，在第3中队成功着陆后发现机场内根本没有维护人员和燃料储备，贺穆斯让马尔塞马上起飞去苏尔特请求援助。在飞往苏尔特的航程中，马尔塞的飞机（此时是黄色十三号）因为引擎故障被迫在一条公路旁迫降，在一辆路过的意大利陆军卡车的帮助下到达了苏尔特。次日，另外一个试图来传话因为燃料用完而迫降的飞行员也来到了基地里并且告诉了马尔塞和补给队伍第3中队已经转移到了诺菲莉娅（En Nofilia）。马尔塞坐着补给卡车回到了第3中队位于诺菲莉娅的营地，在所有的飞机都被加满了汽油后各自起飞飞往了前线基地，但早已失去了自己的飞机的马尔塞（已经损毁了五架飞机）被指挥官告知不得不自己找办法去加查拉會合。

### 顺风车
1941年4月22日，除了马尔塞之外第3中队大部份的人员和飞机都安全到达了加查拉，约亨被告知随后将有一个意大利卡车车队路过后带上自己的行李在公路上开始了步行。在顺利遇到了意大利卡车队伍后，其中一辆主动停下来的卡车司机二话不说把马尔塞的行李扔上了车子的后座，约亨在后座里遇到了一个能说一点德语的年前意大利士兵。当车队路过了费勒尼拱门（Arco dei Fileni）时，对方向马尔塞讲述了两个费勒尼兄弟的传记。故事大致为当迦太基和希腊为了争夺当地的治理权开始了一场战争，在前350年双方终于决定由各自所派出的赛跑者来决定各自的边境。迦太基派出了两位叫做费勒尼（Fileni）的兄弟，由于希腊派出的人在经历了大雨和风暴后比费林尼兄弟慢了许多，希腊坚决不承认再次比赛的结果，除非对方的两个赛跑者愿意被活埋在当地的土地中。两个费勒尼兄弟在答应后，迦太基保留了对自己有利的国境，并且在这里建起了一座费拉诺勒姆拱门（Arco Philanorum）。马尔塞在到达了一个在巴尔比亚（Via Balbia）周围的基地后向一位叫做赫尔曼（Hellmann）的指挥官借用一下对方的汽车，赫尔曼在看到了年轻的马尔塞后慢慢让他讲述自己在英吉利海峡的作战经验，随即赫尔曼答应了马尔塞的要求，在临走前并且告诉了约亨我希望你能用五十个战果来答复我给你的帮助。当夜，马尔塞和一位派给他的司机搭乘着基地指挥官的私用车，一辆欧宝司令（Opel Admiral），在4月22日凌晨两点经过了班加西，在路过德尔纳的基地加油并且领取自己的薪水时，发款的柜员准备在他飞行日志里留有一级铁十字勋章奖励记录的一页里印上收取薪水的盖章时马尔塞对他说到千万别在这里盖章，柜员随即问了他你真的觉得自己还能在这里获得比‘一级铁十字勋章’更高的奖赏吗？，马尔塞最终回复到当然。在当日下午五点，马尔塞的车子终于到达了加查拉机场，正好比队友晚了两个小时。也就在同日，他被赋予了一架全新的飞机，机身上被涂上了黄色十四的号码。

### 图卜鲁格
1941年4月23日，在中午进行当天第二次的任务时，马尔塞的单位在图卜鲁格的上空遇到了皇家空军第73中队（No. 73 Squadron）的七架霍克飓风，在一轮混战中马尔塞顺利击落了一架飓风。不过，在当天下午他参加的第三次的任务中，马尔塞的座机被一位属于第73中队名为詹姆斯·丹尼斯的自由法国飞行员击中，迫使他在回到了自己的基地后迫降。4月28日，马尔塞击落了一架布里斯托布伦海姆轰炸机。5月1日，他击落了两架第274中队（No. 274 Squadron）的飓风，此时他的战果达到了十一架。在这段时间，联队的指挥官爱德华·纽曼（Eduard Neumann）不仅比马尔塞过去的指挥官更加关注于引导这个喜欢反抗的年轻飞行员，在此期间纽曼也经常让自己的部队发挥想像来度过业余的时间，纽曼在营地里建造了一所叫做马拉布（Marabu）的小型沙漠电影放映厅，马尔塞在一度参观了昔兰尼城的遗蹟。1941年6月14日，马尔塞的飞机引擎被击中导致了他在友方地区进行了迫降。6月17日，第3中队（3./JG 27）被要求为准备袭击图卜鲁格归属第二俯冲轰炸机联队第二大队（II./Sturzkampfgeschwader 2）的容克Ju－87斯图卡群提供掩护，同日，马尔塞在海尔法亚关口（Halfaya Pass）成功击落了两架飓风。8月份早期，马尔塞从加查拉到的黎波里运送一架飞机的途中遇到了一场从撒哈拉吹来的恶性大风暴，在汽油只剩下四分钟并且能见度只有一百米情况下，马尔塞在费勒尼拱门周围的一个机场中成功降落脱险。同月，埃尔温·隆美尔的非洲军团向东方开始了推进。9月9日，马尔塞在萨卢姆（Sallum）周围用了二十二发子弹击落了一架飓风。9月24日早晨，他击落了一架马丁A－22马里兰轰炸机，此时他的战果达到了十九架。当天下午五点，马尔塞的第一大队（I./JG 27）迎击了南非空军第一飞行中队（1 Squadron SAAF）的九架飓风，他通过了俯冲攻击对方的防守飞行圈（每架飞机跟在各自的尾巴上，形成一个保护圈子）的战术击落了四架飓风。

### 橡叶
1941年10月12日，马尔塞在和皇家澳大利亚空军第三飞行中队（3 Squadron RAAF）的作战中击落了两架柯蒂斯P－40战鹰。12月1日，马尔塞被授予了德国黄金十字勋章（Deutsches Kreuz）。同月，第3中队（3./JG 27）被调回了德国换装了全新的梅塞施密特Bf－109F/Trop弗里茨热带型号。12月5日，马尔塞在全新的装备里击落第一架敌机。1941年12月底，马尔塞由于生病在位于雅典的前线医院里修养了数天，也就在这几天马尔塞收到了自己的妹妹因为三角恋被杀害的电报。1942年1月，他重新回到了北非。2月8日，他在自己飞机场的上空击落了四架柯蒂斯战鹰。2月22日，空军元帅凯塞林打电话告诉了马尔塞他获得了骑士铁十字勋章，在这个月中他击落了18架敌机。1941年4月25日，刚刚在德国度过了将近一个月假期回来的马尔塞击落了两架战鹰。5月8日，他被提升称为了中尉（Oberleutnant）。5月22日，马尔塞击落了两架皇家空军第223飞行中队（No. 223 Squadron RAF）的马丁A－30巴尔的摩轰炸机。6月3日，他击落了六架柯蒂斯战鹰，使得自己的战果达到了七十五架。6月6日，作为第97位获得橡叶（Eichenlaub）的军人，马尔塞从凯塞林的手中获得了新奖赏。6月8日，他正式成为了第3中队（3./JG 27）的指挥官。6月10日，马尔塞在比尔·哈克姆（Bir Hakeim）击落了四架飞机，达到了八十一架的总战果。1942年6月17日下午一点零二分至一点零九分之间，马尔塞击落了五架敌机，同日下午他又击落了一架超级马林喷火，成为了他的第一百零一个战果。

### 非洲之星
1942年6月18日，马尔塞开始了启程回到德国准备正式接受带剑（Schwertern）。同日凌晨，他搭上了容克Ju－52运输机从班加西起飞，先在那不勒斯稍作了休息，随后经过了罗马在下午四点到达了首都柏林。在其后的几天裡，马尔塞在位于拉斯滕堡的狼穴从阿道夫·希特勒的手中接到了带剑。在和希特勒的谈话中，当对方问到了北非战场的情况时，马尔塞向他提到了对方在数量上的优势，希特勒则向他解释了目前在东方战场上对于新装备的需求。两个人随后还聊到了关于在非洲的生活和对于隆美尔的评价等话题，马尔塞几次惊讶于对方在各种话题上的细微度。在吃完了晚餐后，希特勒在起身离开前紧紧的握住了马尔塞的双手并且凝视了许久。随后，马尔塞到了空军元帅赫尔曼·戈林的住所进行了一次短暂的狩猎，在离开柏林前他还和约瑟夫·戈培尔见了一次面。在休假期，马尔塞一次和母亲到电影院观看影片时，电影院播放了一部份在不列颠之战时的胶卷，穿着平民衣服的马尔塞在看到了主角把自己的子弹都射偏时，突然站起了大叫别扣扳机！别扣扳机！，坐在在他们前面的一位老年顾客回头说到年轻人，你又知道个什么？你可不是马尔塞。马尔塞还去参观了梅塞施密特公司（Messerschmitt AG）的工厂，在受到了威利·梅塞施密特的邀请后他试飞了最新的Bf－109G10古斯塔夫型号的试作机。8月13日，在女友伴随下的马尔塞在罗马受到了贝尼托·墨索里尼的接见和由他颁发的意大利金英勇（Medaglia d'Oro）勋章。

### 回到非洲

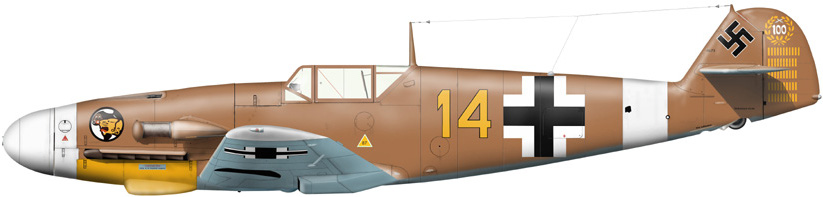
1942年9月，汉斯·约阿希姆·马尔塞的梅塞施密特Bf－109F-4/Trop（热带）黄色十四战斗机（W.Nr.8673），归属于第3中队（3./JG 27）。

1942年8月23日，马尔塞终于回到了北非。同时，第27联队在接收到的战俘中找到了一个叫做马蒂耶斯·勒图鲁（Mathias Letulu），本名为马修·勒图库（Mathew P. Letuku）的帮手，出生于南非的马蒂耶斯后来几乎成为了整个联队的一员，并且和马尔塞的关系非常友好。8月31日，马尔塞击落了三架敌机，其中包括了一架超级马林喷火。1942年9月1日，他在当天执行的三次任务中击落了十七架飞机。9月2日，马尔塞成为了第四个获得钻石（Brillianten）的军人。9月3日，他又添上了七个战果，包括了两架喷火。9月7日下午，马尔塞在埃尔·阿莱曼周围击落了两架飞机。9月15日，马尔塞再次在埃尔·阿莱曼击落了七架飞机，达到了第一百五十一个战果，而此时他的成绩只在两位都以三十岁的赫尔曼·格拉夫和戈登·格卢布之下。几天后，马尔塞受到了埃尔温·隆美尔的邀请到了他的指挥中心得到了接见。9月16日，他被提前提升成为了上尉（Hauptmann）。1942年9月26日，马尔塞在埃尔·答巴（El Daba）周围击落了他的第一百五十八个战果，一架超级马林喷火，在回到了基地安全降落后，后勤师看到了马尔塞失神的表情和颤抖的双手，而在其后的任务报告中他说到真的是一位优秀的对手。从来没有遇到过这样子战斗的敌人。真的不知道下次的结果会如何。1942年9月28日，马尔塞接到了隆美尔的电话，对方邀请马尔塞在9月30日一起去柏林参加希特勒在当天准备的演讲仪式，马尔塞在考虑了目前部队裡的状况和自己想在圣诞节再回去和女友结婚的打算后婉拒了隆美尔的邀请。

### 死亡
1942年9月30日早晨十点四十七分，由马尔塞率领的第3中队（3./JG 27）开始了护送容克Ju－87斯图卡的护航任务。当日，马尔塞的座机也是架全新换装的Bf－109G2古斯塔夫。中午11点30分，马尔塞的飞机引擎在离友方阵营差不多五分钟的距离时突然着火，到了11点35分，马尔塞在经受了来自引擎几分钟的浓烟后说到我现在必须马上跳伞，我受不了了。十一点36分，马尔塞的身体在降落伞没有打开的情况下坠到了地面。一位归属于第115装甲掷弹兵团（Panzergrenadierregiment 115）的队医随即发现了马尔塞的尸体。在事后的调查中，大部份在场的医生认为马尔塞在跳伞后撞到了机身后的垂直尾翼导致他失去了知觉，所以未能打开自己的降落伞。1942年10月1日，阿尔贝特·凯塞林元帅和爱德华·纽曼（Eduard Neumann）参加了马尔塞的葬礼。

## 战后
1975年10月24日，在前指挥官爱德华·纽曼的推荐下，西德空军把在于特森的兵营改名为了马尔塞兵营。1944年夏，当盟军开始在希腊登陆时，第27联队（JG 27）的人把马修·勒图库（马蒂耶斯）混在了当地的一个战俘营中，勒图库在同年9月被英国陆军释放。1984年秋，当数个第27联队的退役队员在发现了马修的联络地址后邀请了他参加了在同年举办的重聚会，勒图库在聚会中也为前朋友马尔塞祝了词。1989年10月21日，几位包括纽曼在内的老队员来到埃及悼念了自己的前同事，并且在当地建立了一座马尔塞金字塔，金字塔一直被保留到了今天，他的墓碑碑文写着不败两个字。

## 馬爾塞與納粹的關係
在馬爾塞的幾部傳記中，均描寫了他對國家社會主義運動的蔑視。一些傳記作者將其形容為「公然反納粹」。馬爾塞在1942年第一次見到希特勒時，並沒有形成積極的印象。回到非洲後，愛德華·紐曼回憶說：「在馬爾塞與希特勒第一次訪問之後，他覺得元首是一個相當古怪的人。」在訪問中，馬爾塞還說了希特勒及納粹黨一些不愉快的事情。那是在一次頒獎典禮上，包括阿道夫·加蘭德和尼可拉斯·馮·布洛在內的幾位高級官員都聽到了他的言論。馮·布洛問馬爾塞他是否會加入納粹黨，馬爾塞回答說，如果他認為這是一個值得加入並且可以吸引很多女人的黨，他會考慮的。而這些言論顯然令希特勒感到不安，因為他的行為令他感到困惑。
馬爾塞在1942年6月至8月訪問德國期間表現出對納粹高層菁英的不尊重。馬爾塞也是一位極有天賦的鋼琴家，他曾被邀請在威利·梅塞施密特的家中演出，後者是梅塞施密特Bf 109戰鬥機的實業家兼設計師 。參加聚會的人包括希特勒，黨主席馬丁·鮑曼，德國空軍總司令兼德國空軍總司令赫爾曼·戈林，黨衛軍領導赫爾曼·希姆勒和德國宣傳部長約瑟夫·戈培爾。當他演奏完貝多芬的為愛麗絲後，馬爾塞開始演奏美國爵士樂，而這被認為是納粹意識形態的墮落。希特勒站起來，舉起手，說道：我想我們已經聽夠了，然後迅速離開房間。瑪格達·戈培爾發現這個惡作劇很有趣，阿圖·阿克斯曼則回憶到他感到血液「瞬間凝固」當他聽到爵士樂在元首面前響起時。

## 战果
| 制造商      | 机型  | 别名     | 确认击落驾数     |
| ----------- | ----- | -------- | ---------------- |
| 霍克        | -     | 飓风     | 3                |
| 超级马林    | -     | 喷火     | 4                |
| -           | -     | -        | 7 （不列颠之战） |
| 霍克        | -     | 飓风     | 30               |
| 柯蒂斯·莱特 | P－40 | 战鹰     | 101              |
| 超级马林    | -     | 喷火     | 16               |
| 马丁        | A－30 | 巴尔的摩 | 2                |
| 布里斯托    | -     | 布伦海姆 | 1                |
| 马丁        | A－22 | 马里兰   | 1                |
| -           | -     | -        | 151 （北非战场） |
| 总计        | -     | -        | 158              |

## 机体编号
| 制造商     | 机型           | 日期          | 标记 | 出厂编号    |
| ---------- | -------------- | ------------- | --- | ----------- |
| 梅塞施密特 | Bf－109E7      | 1940年9月2日  | 在加来附近迫降损毁。 | W.Nr.3579   |
| 梅塞施密特 | Bf－109E7      | 1940年9月11日 | 迫降。 | W.Nr.5597   |
| 梅塞施密特 | Bf－109E7      | 1940年9月23日 | 迫降。 | W.Nr.5094   |
| 梅塞施密特 | Bf－109E7      | 1940年9月28日 | 迫降。 | W.Nr.4091   |
| 梅塞施密特 | Bf－109E7      | 1941年4月20日 | 迫降。 | W.Nr.1259   |
| 梅塞施密特 | Bf－109E7      | 1941年4月23日 | 迫降。 | W.Nr.5160   |
| 梅塞施密特 | Bf－109E7      | 1941年5月21日 | 迫降。 | W.Nr.1567   |
| 梅塞施密特 | Bf－109F4/Trop | 1942年2月23日 | 击落第五十个战果。 | W.Nr.12593  |
| 梅塞施密特 | Bf－109F4/Trop | 1942年        | 尾舵涂有五十八条战绩记号。 | W.Nr.10056  |
| 梅塞施密特 | Bf－109F4/Trop | 1942年        | 击落第六十八个战果。 | W.Nr.10059  |
| 梅塞施密特 | Bf－109F4/Trop | 1942年        | 尾舵涂有一个中间有七十字样的花环和三十一条战绩记号。                                                                                                  | W.Nr.100137 |
| 梅塞施密特 | Bf－109F4/Trop | 1942年        | 尾舵涂有一个中间有一百字样的花环和五十一条战绩记号，它的尾翼在马尔塞死后被赫尔曼·戈林送给了他的母亲，后者在1970年代把它捐赠给了联邦国防军空军博物馆。 | W.Nr.8673   |
| 梅塞施密特 | Bf－109G2/Trop | 1942年9月30日 | 在西迪·阿布戴尔·拉赫曼坠毁。 | W.Nr.14256  |

## 关联项目
- 埃里希·哈特曼
- 格尔哈德·巴克霍隆
- 约翰内斯·施坦因霍夫
- 维尔纳·默尔德尔斯
- 沃尔特·诺沃特尼